# Felix Lützkendorf
Felix Lützkendorf (né le 2 février 1906 à Leipzig, mort le 19 novembre 1990 à Munich) est un scénariste et écrivain allemand.

## Biographie
Fils d'un pharmacien, il est élève de l'école des cadets de Naumbourg puis du séminaire de Leipzig. Il étudie à Leipzig et à Vienne la germanistique, l'histoire et la philosophie.
En 1933, Lützkendorf rédige des feuilletons pour Neuen Leipziger Zeitung et travaille pour Berliner Nachtausgabe de 1934 à 1936.
En 1934, il devient dramaturge pour la Volksbühne Berlin. Il écrit des pièces de théâtre et radiophoniques, comme Grenze contre la Pologne. En 1937, il devient scénariste pour l'UFA.
Felix Lützkendorf est membre du NSDAP et de la SS. En septembre 1942, il reçoit la croix du Mérite de guerre de première classe pour ses films de propagande.
De 1943 à 1945, il est correspondant de guerre de la 1re division blindée SS Leibstandarte SS Adolf Hitler. En avril 1943, il fait partie d'une délégation d'écrivains et de journalistes envoyée par ordre de Joseph Goebbels sur les charniers du massacre de Katyń ; cette délégation comprend l'écrivain finlandais Örnulf Tigerstedt, les Belges Ferdinand Vercknocke, Filip de Pillecijn et Pierre Hubermont, l'Espagnol Ernesto Giménez Caballero ainsi que le Tchèque František Kožík. À son retour, Lützkendorf publie un reportage dans l'hebdomadaire Das Reich.
Après la Seconde Guerre mondiale, des livres de Lützkendorf sont interdits en RDA.
En 1950, il s'installe à Munich. En tant qu'ancien membre de la SS, il peut publier de nouveau à partir de cette année sous son propre nom des romans et des pièces de théâtre. Il écrit le scénario du film Le Troisième Sexe, le premier film ouest-allemand à parler ouvertement de l'homosexualité.
En 1984, il reçoit le prix de l'œuvre dramatique du Kammerspiele de Munich pour JDINKA.

## Filmographie
- 1937 : Patriotes
- 1938 : Permission sur parole
- 1938 : Capriccio
- 1938 : Sans laisser de traces
- 1939 : Die Hochzeitsreise
- 1939 : Legion Condor
- 1940 : L'Épreuve du temps
- 1940 : Bal paré
- 1940 : Der ewige Quell
- 1940 : Zwei Welten
- 1941 : Stukas
- 1941 : Über alles in der Welt
- 1941 : Les Cadets
- 1942 : GPU
- 1944 : Liebesbriefe
- 1952 : Fritz und Friederike
- 1952 : Haus des Lebens
- 1953 : Fanfaren der Ehe
- 1953 : Salto Mortale
- 1954 : Konsul Strotthoff
- 1954 : Sauerbruch – Das war mein Leben
- 1954 : Ball der Nationen
- 1954 : Esclaves pour Rio
- 1954 : Feu d'artifice
- 1955 : Amour, tango, mandoline
- 1955 : Die Barrings
- 1955 : San Salvatore
- 1955 : Urlaub auf Ehrenwort
- 1956 : Das Mädchen Marion
- 1957 : Made in Germany
- 1957 : Le Troisième Sexe
- 1958 : Madeleine Tel. 13 62 11
- 1960 : Mélodie de l'adieu
- 1962 : Ich kann nicht länger schweigen
- 1962 : Espions sur la Tamise
- 1962 : Liebling, ich muß dich erschießen